# Test des signes
En statistique, le test des signes est une alternative non-paramétrique au test T pour des échantillons appariés.

## Conditions et interprétations
La seule condition requise par ce test est que la distribution sous-jacente de la variable étudiée soit continue. Aucune condition sur la nature ou la forme de la distribution n'est requise.
Le test est applicable lorsque l'on possède deux mesures de deux variables pour chaque individu et que l'on souhaite tester la significativité des différences entre les deux mesures.

## Procédure du test
Le test calcule simplement le nombre de fois où la valeur de la première variable (A) est supérieure à celle de la seconde variable (B). Sous l'hypothèse nulle (il n'existe aucune différence entre les deux variables), les valeurs de la variable A seront supérieures aux valeurs de la variable B dans 50% des cas.
Sur la base de la loi binomiale, il est possible de calculer une valeur z pour le nombre observé de fois où A>B, et calculer la probabilité (unilatérale ou bilatérale selon le choix de l'hypothèse H1) associée à cette valeur z.
Pour des échantillons de petite taille (n<20) il est recommandé d'utilisées les valeurs tabulées de Siegel et Castellan pour évaluer la significativité statistique.